# フォー・フレンズ/4つの青春
『フォー・フレンズ/4つの青春』（Four Friends）は、1981年のアメリカ合衆国のドラマ映画。アーサー・ペン監督、クレイグ・ワッソン、ジョディ・シーレン、マイケル・ハドルストン、ジム・メッツラー出演。

## ストーリー
ユーゴスラビア出身のダニロ・プロザーは、父が自分の生まれた直後にアメリカへ渡ったため、インディアナ州ゲーリーの駅で会ったのが初対面だった。父がアメリカで職を見つけ安定した暮らしを手に入れたことで、祖国に残したダニロと妻をアメリカに呼び寄せ再び家族での生活を始める。ダニロは目に映る新天地アメリカに夢を抱き、高校に入ってデヴィッドとトムの2人の友人ができ、ジョージアという女の子とも仲良くなった。4人は吹奏楽部に所属し、ダニロ、デヴィッド、トムはジョージアの恋人の座を獲得するため、競い合って気を引こうとしていた。
吹奏楽部の演奏会当日、ジョージアが勝手に違う動きをして演奏会は台無しになり、彼女は音楽を辞めてダンサーになることを決める。気分屋のジョージアに付き合いながら、3人は楽しい毎日を送っていた。だが高校卒業を間近に控えたある日、大学へ行くことを父に猛反対されたダニロは、その夜訪ねてきたジョージアの誘惑を拒む。すると失望した彼女は外に飛び出してしまい、焦って探しに来たダニロは海辺でジョージアがトムとキスをしているところを目撃し意気消沈する。
それから2年の時が過ぎ、久々に会った4人はダニロの大学の友人ルイと挨拶を交わす。しかしダニロはジョージアからトムの子供を身ごもり、結婚はデヴィッドとすると知らされ驚愕する。彼女によると儀式が嫌いなトムと好きなジョージアの意見が合わず、デヴィッドと結婚することにしたという。何も知らされなかったダニロは彼女を罵り、4人は別れる。その後ダニロはルイの父で資産家のカーナハン氏に、娘のアドリアンヌとの結婚を申し込む。

## キャスト
※括弧内は日本テレビ版日本語吹替（初回放送1988年2月13日 『土曜映画劇場』）
- ダニロ・プロザー - クレイグ・ワッソン（英語版）（屋良有作）
- ジョージア - ジョディ・シーレン（英語版）（小宮和枝）
- デヴィッド - マイケル・ハドルストン（江原正士）
- トム - ジム・メッツラー（英語版）（鹿島信哉）
- ダニロ少年 - スコット・ハート（磯辺万沙子）
- プロザー夫人（母） - エリザベス・ローレンス（英語版）（好村俊子）
- プロザー氏（父） - ミクロス・サイモン（平野稔）
- 隣人 - マイケル・コヴァックス
- ゾルドス夫人 - ベアトリス・フレッドマン（磯辺万沙子）
- ルーカス（指揮者） - ピア・カラブリア（宮沢元）
- ルーディ - ザイード・ファリド
- ジャーグリー - デヴィッド・グラフ
- 校長 - フェリックス・シューマン
- ベルクナップ氏 - ジョージ・ウォーマック
- ルイ・カーナハン - リード・バーニー（井上和彦）
- ティレル（クイズ番組司会者） - ハーラン・ホーガン（英語版）（幹本雄之）
- アドリアンヌ - ジュリア・マーレイ（達依久子）
- カーナハン夫人 - ロイス・スミス（荘司美代子）
- カーナハン氏 - ジェームス・レオ・ハーリー（英語版）（平林尚三）
- タクシーの女性 - マーセデス・ルール
- ローラ - グレン・ヘドリー
- 車泥棒 - ポール・グレコ（英語版）
- ヴェラ - ナタリア・ノグリッチ（英語版）（冬馬由美）

## スタッフ
- 監督 - アーサー・ペン
- 脚本 - スティーヴ・テシック（英語版）
- 製作 - ジーン・ラスコ、アーサー・ペン
- 製作総指揮 - ジュリア・マイルズ、マイケル・トラン（英語版）
- 撮影監督 - ギスラン・クロケ
- プロダクションデザイナー - デヴィッド・チャップマン
- 編集 - マーク・ローブ、バリー・マルキン（英語版）
- 音楽 - エリザベス・スワドス（英語版）
- 衣裳デザイン - パトリシア・ノリス

日本語版スタッフ
- 吹替翻訳 - 磯村愛子
- 吹替演出 - 松川陸
- 吹替効果 - PAG
- 吹替調整 - 近藤勝之
- 吹替スタジオ - コスモスタジオ
- 吹替製作 - コスモプロモーション